# Masami Nagasawa
Masami Nagasawa (jap. 長澤まさみ Nagasawa Masami; * 3. Juni 1987 in Iwata, Shizuoka) ist eine japanische Schauspielerin.

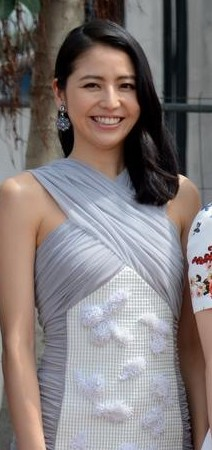
Masami Nagasawa, 2015

## Biografie
Auf Empfehlung von Tomoko Ikuta nahm sie 2000 beim fünften Cinderella-Wettbewerb des Filmproduktionsstudios Tōhō teil, der junge Nachwuchstalente fördern soll. Die Zwölfjährige gewann den Wettbewerb und konnte sich gegen 35.153 andere Teilnehmer durchsetzen. Ihr Debüt als Schauspielerin hatte sie noch im selben Jahr mit der Rolle der Kaori Kurata in Shusuke Kanekos Horrorfilm Pyrokinesis, in dem sie neben Akiko Yada und Hideaki Ito spielte.
Nach Nebenrollen in einigen Fernsehserien und den Kinofilmen Nagoriyuki, Yomigaeri und Ashura no gotoku hatte sie ihre erste Hauptrolle 2003 in Tomoyuki Furumayas Tragikomödie Robokon. Darin spielt sie eine Schülerin, die wegen zu weniger Clubaktivitäten bei dem Bau eines Roboters teilnimmt. Für diesen Film wurde sie bei der Verleihung der Japanese Academy Awards 2004 mit fünf anderen Darstellern als Beste Nachwuchsdarstellerin ausgezeichnet und gewann auf dem Yokohama Film Festival in der Kategorie Bestes Nachwuchstalent. Letztere Auszeichnung erhielt sie auch für Ashura no gotoku.
Nagasawa, die auch als Model für Teenie-Magazine tätig und 2003 und 2004 als Elfe in zwei Godzilla-Filmen zu sehen war, gelang der endgültige Durchbruch mit dem Drama Sekai no chūshin de, ai o sakebu nach einem Roman von Kyōichi Katayama im Jahr 2004. Der mehrfach preisgekrönte Film unter der Regie Isao Yukisadas spielte in Japan über 50 Millionen Euro ein. Darin spielt sie eine an Leukämie sterbende Jugendliche und gewann für ihre Darstellung den Japanese Academy Award als Populärster Darsteller und als Beste Nebendarstellerin sowie den Blue-Ribbon-Preis, den Hochi-Filmpreis und den Nikkan-Sports-Filmpreis.
Es folgte 2005 die Rolle der japanischen Oberschülerin Minami Asakura in Touch, einer Verfilmung der gleichnamigen Manga-Serie von Mitsuru Adachi. An einer weiteren Comicverfilmung nach Adachi, Rough, wirkte sie ebenfalls als Hauptdarstellerin mit. Diese kam im August 2006 in die japanischen Kinos. Für den Film Nada sō sō war sie bei der Verleihung der Japanese Academy Awards 2007 als Beste Hauptdarstellerin nominiert. Ihr Filmpartner Satoshi Tsumabuki erhielt ebenfalls eine Nominierung.

## Filmografie (Auswahl)
- 2000: Pyrokinesis (Kurosufaia)
- 2002: Sakura (Fernsehserie)
- 2002: Nagoriyuki
- 2002: Yomigaeri
- 2003: Ashura no gotoku
- 2003: Robokon
- 2003: Gojira tai Mosura tai Mekagojira: Tōkyō S.O.S.
- 2004: Sekai no chūshin de, ai o sakebu
- 2004: Shinkokyū no hitsuyō
- 2004: Gojira: Fainaru uōzu
- 2005: Touch (Tatchi)
- 2006: Rough
- 2006: Nada sō sō
- 2008: Kakushi Toride no Sanakunin The Last Princess (隠し砦の三悪人)
- 2011: Gaku (岳-ガク-)
- 2011: I Wish (奇跡)
- 2011: Moteki (モテキ)
- 2013: Kiyoku Yawaku (潔く柔く)
- 2014: Wood Job! ~Kasamuri Nānā Nichijō~ (WOOD JOB! 〜神去なあなあ日常〜)
- 2015: Unsere kleine Schwester (海街ｄｉａｒｙ, Umimachi Diary)
- 2015: I Am a Hero
- 2016: Good Morning Show (グッドモーニングショー)
- 2016: Your Name. – Gestern, heute und für immer (君の名は)